# Seznam čestných občanů města Vrchlabí
Seznam čestných občanů města Vrchlabí je chronologický seznam osobností, které obdržely titul Čestné občanství města Vrchlabí. Přehled na webu města uvádí čtyři čestné občany. Ti toto ocenění získali po roce 1990. Již dříve však čestné občanství získal politik a historik Hermann Hallwich.
V roce 2012 byla zastupitelstvem města schválena nová pravidla udělování čestného občanství, které je podmíněno peticí minimálně s 500 podpisy občanů města. Před schválením těchto pravidel podala Eva Sejčková návrh na čestné občanství in memoriam pro biskupa Karla Otčenáška, který v 50. letech 20. století ve městě působil. Vzhledem k situaci, že zastupitelstvo se tématu věnovalo až po přijetí pravidel, hlasovalo o výjimce, zda dojde o hlasování bez zásad. Nakonec byla výjimka zamítnuta a čestné občanství nebylo uděleno.
| Jméno                           | Udělení                         | Povolání, popis zásluh |
| ------------------------------- | ------------------------------- | --- |
| Josef V. Kratochvíl (1906–2002) | 8. července 1991                | hudebník pedagog, sbormistr, zakládající ředitel Městské hudební školy ve Vrchlabí, u příležitosti 85. narozenin                                          |
| Miloš Gerstner (1915–2006)      | 2. května 2000                  | pedagog, etnograf, spisovatel, rodák z Vrchlabí, u příležitosti 85. narozenin                                                                             |
| Marie Kubátová (1922–2013)      | 28. srpna 2002                  | spisovatelka, u příležitosti 80. narozenin, za celoživotní literární a uměleckou činnost, kterou se významnou měrou zasloužila o propagaci města Vrchlabí |
| Stanislav Skalský (1926–2010)   | 14. prosince 2017 (in memoriam) | duchovní, hudebník, na základě návrhu římskokatolické farnosti podpořeného podpisy více než 500 občanů města                                              |